# Stenums landskommun
Stenums landskommun var en tidigare kommun i dåvarande Skaraborgs län.

## Administrativ historik
Kommunen inrättades i Stenums socken  i Valle härad i Västergötland 1889 när Norra Ving, Stenum och Skärvs landskommun upplöstes.
Vid kommunreformen 1952 uppgick kommunen i Valle landskommun som 1971 uppgick i Skara kommun.